# Pedro Luiz Stringhini
Pedro Luiz Stringhini (ur. 17 sierpnia 1953 w Laranjal Paulista) – brazylijski duchowny katolicki, biskup Mogi das Cruzes od 2012.

## Życiorys
9 stycznia 1980 otrzymał święcenia kapłańskie. Pełnił funkcje m.in. rektora miejscowego seminarium (1984-1986), a także profesora biblistyki na wydziale teologicznym w São Paulo.

### Episkopat
3 stycznia 2001 papież Jan Paweł II mianował go biskupem pomocniczym archidiecezji São Paulo, ze stolicą tytularną Ita. Sakry biskupiej udzielił mu 10 marca 2001 kardynał Cláudio Hummes. W archidiecezji był odpowiedzialny za region Belém.
30 grudnia 2009 został mianowany biskupem diecezji Franca.
19 września 2012 papież Benedykt XVI mianował go ordynariuszem diecezji Mogi das Cruzes.